# 马扎·彼得林
马扎·彼得林（英語：Maja Petrin，1972年7月3日—2014年3月4日），是一名克罗地亚萨格勒布出生的女演员。
2014年，因为心脏病死于萨格勒布的家中，享年41岁。